# Spaniolepis kivuensis
Spaniolepis kivuensis är en skalbaggsart som beskrevs av Louis Burgeon 1946. Spaniolepis kivuensis ingår i släktet Spaniolepis och familjen Melolonthidae. Inga underarter finns listade i Catalogue of Life.